# Nicolas Castellanos Franco
Pour les articles homonymes, voir Castellanos et Franco.
 (janvier 2012).
Nicolás Antonio Castellanos Franco, O.S.A. (né le 18 février 1935 à Mansilla del Páramo (León, Espagne) et mort à Santa Cruz de la Sierra (Bolivie) le 19 février 2025) est un évêque et missionnaire espagnol établi en Bolivie. 
Connu pour avoir sollicité l'autorisation de renoncer à la charge de son diocèse de Palencia en 1991 pour partir aux missions ; la reconnaissance de son apostolat en Bolivie lui a valu l'obtention du prix Princesse des Asturies à la Concorde en 1998.

## Biographie
Né sur une terre de paysans et d'éleveurs, adolescent, Nicolas (en espagnol : Nicolás) entre dans l'ordre de Saint-Augustin, où il prononce ses premiers vœux à Palencia le 10 septembre 1953. Après avoir fait ses études ecclésiastiques, à Burgos, au monastère de Sainte Maríe[Quoi ?]de la Vigne, il est ordonné prêtre le 12 juillet 1959.
En 1973, il est élu provincial des Augustins. Lors de son second mandat en tant que provincial, en juillet 1978, il est nommé évêque de Palencia, recevant l'ordination épiscopale le 30 septembre de la même année, des mains du nonce apostolique en Espagne Luigi Dadaglio, avec comme co-consécrateurs Segundo García de la Sierra y Méndez (de) et José Delicado Baeza (es). En tant qu'évêque, il se distingue par son esprit ouvert, jovial et familier. À Palencia, il fera le choix de ne pas s'installer au palais épiscopal mais dans un simple appartement en location. Son extraordinaire capacité pour mémoriser les visages et les noms lui ont valu la sympathie des gens de son diocèse bien que son style peu orthodoxe, pour certains, lui a aussi fait des ennemis.
En 1991, il surprend tout le monde en demandant au Pape l'autorisation de renoncer à sa charge d'évêque ; ce qui lui sera accordé le 4 septembre par Jean-Paul II. Il part, alors, comme missionnaire à Santa Cruz de la Sierra en Bolivie, emmenant avec lui un nombre considérable de laïcs et de prêtres ouvriers. C'est l'amorce du Projet Hommes Nouveaux[Interprétation personnelle ?] dont le but est d'améliorer les conditions de vie des quartiers les plus défavorisés de cette ville bolivienne. Au fil des ans, les projets fleuriront. D'une attention aux femmes et aux enfants par la création de logements sociaux, de cantines, de centres scolaires jusqu'à un hôpital. Le tout est conjugué avec de fréquentes visites en Espagne où il prononce des conférences et cherche des fonds.
La reconnaissance de son travail a fait l'objet de divers prix en Espagne et en Bolivie, le plus prestigieux étant le Prix Princesse des Asturies à la Concorde, concédé en 1998 et partagé avec Vicente Ferrer, Joaquín Sanz Gadea et Muhammad Yunus.
En 1998, décoré de la Médaille du Mérite municipal par l'honorable Conseil Municipal de Santa Cruz de la Sierra ; en 1999, il est nommé « Léonais de l’année ». En 2001, l'Association espagnole des fabricants de jouets lui donne le prix du Travail humanitaire en faveur des enfants pauvres. En 2002, la Communauté de Castille et León lui concède le Prix aux Valeurs Humaines. En 2006, le Gouvernement espagnol sous José Luis Rodríguez Zapatero le décore de la Médaille d'Or du Travail.
En 2007, il publie son livre Memoria, profecía y liberación hacía el reino. 
En 2010, la télévision espagnole (en espagnol : Radiotelevisión Española, c’est-à-dire, le service public espagnol de radio et télévision) lui consacre un reportage de son émission En Portada. On y retrace la vie de Mgr Castellanos et son projet en Bolivie. Ce reportage de la Radio Télévision Espagnole obtient le prix de la Télévision de Manos Unidas.
Nicolas Castellanos Franco meurt le 19 février 2025 en Bolivie à Santa Cruz de la Sierra, âgé de 90 ans

## Œuvres
Du quartier El Plan 3000, un des quartiers les plus pauvres de la ville de Santa Cruz, il préside la fondation Hommes Nouveaux - Hombres Nuevos.
La fondation s'occupe de gérer 15 collèges où sont scolarisés 15 000 enfants, une école universitaire de théâtre, d'informatique et de tourisme, un programme de bourses pour 500 universitaires et elle s'occupe de l'unique hôpital présent dans la zone du plan 3000. À cela s'ajoutent 5 cantines scolaires, un programme de suivi de santé pour enfants dans les écoles, 2 centres de jour pour les enfants, un foyer pour aveugles et un vivier de microentreprises. Entre les constructions faites par la fondation, on peut citer la ville de la joie, avec sa zone de détente avec piscine, son école de sport, la place du briquet et son université ; le forage de puits d'eau, la construction de logements sociaux et d'églises. Le programme d'animation socio-culturelle, au fil des ans, a réussi à créer une fanfare et un orchestre symphonique.